# Çamëria

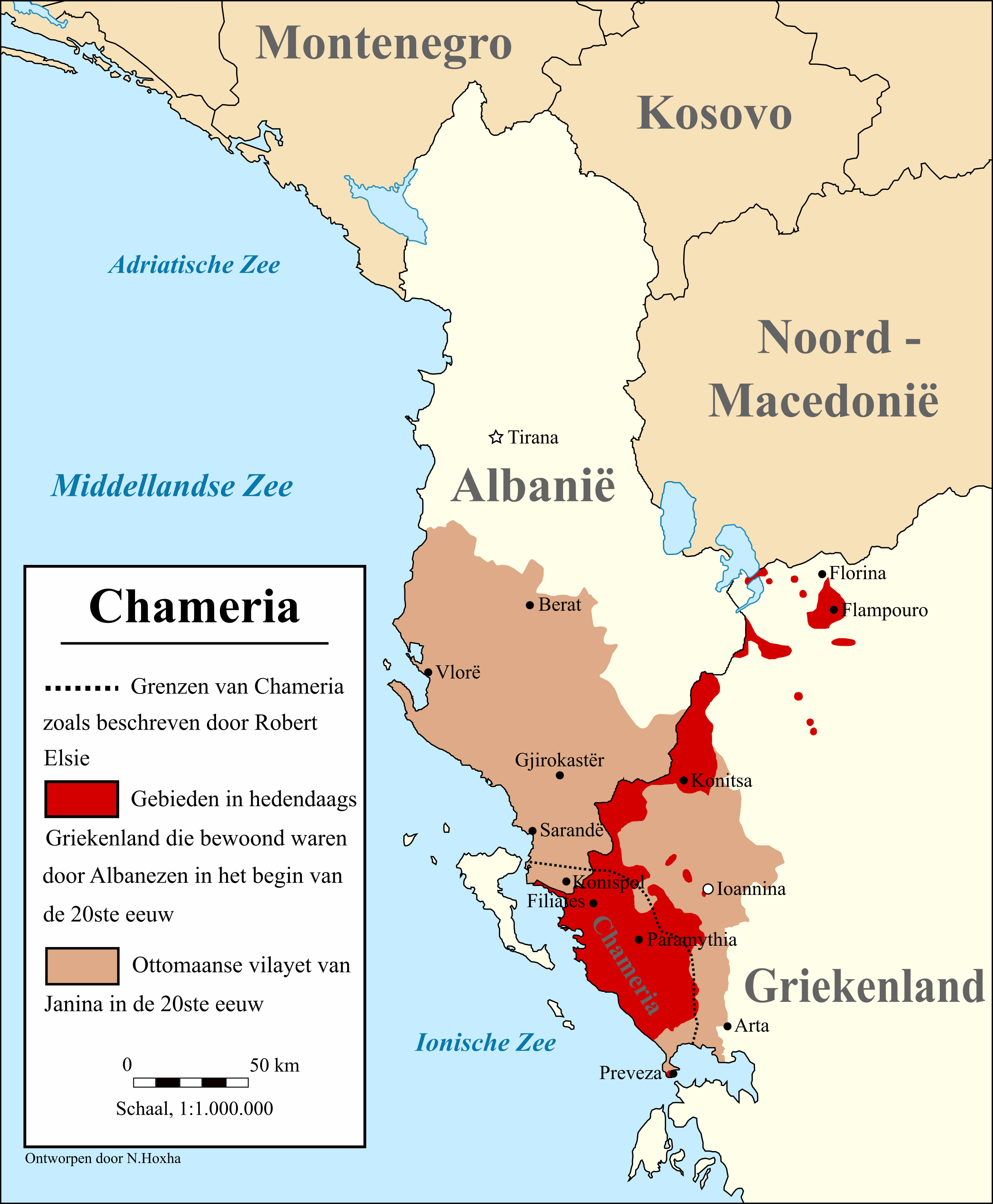
Chameria in Albanië en Griekenland

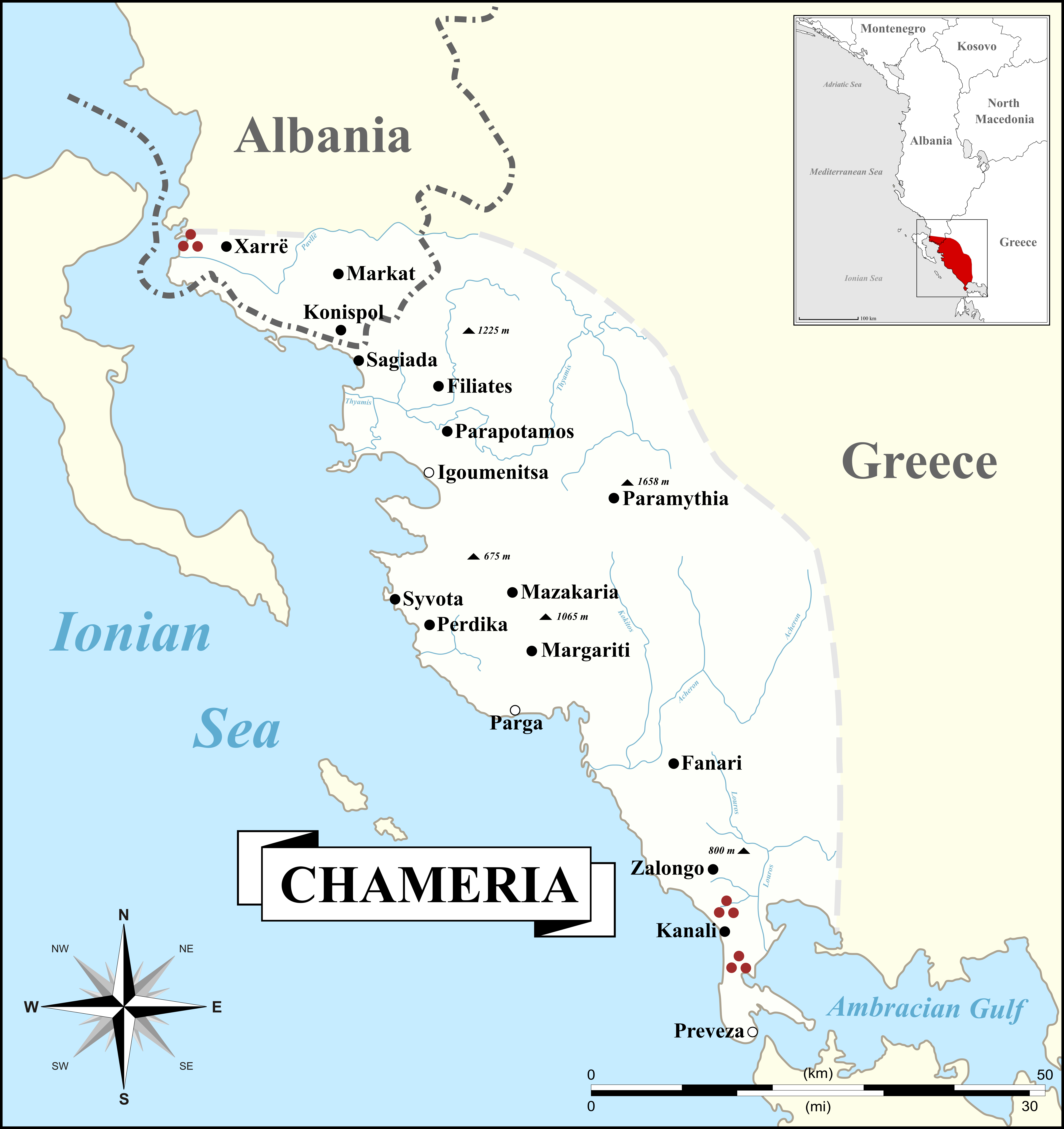
Çamëria

Çamëria of Chameria (Albanees: Çamëria, Grieks: Τσαμουριά Tsamouriá, Turks: Çamlık) is een kustregio in het historische Epirus, gelegen in het huidige Zuid-Albanië en in Noordwest-Griekenland. In de etnisch-Albanese nationale geschiedschrijving is dit gebied het vaderland van de Albaneessprekende bevolkingsgroep der Çamen en wordt dienovereenkomstig daarmee in verband gebracht.

## Ligging
Tijdens de Osmaanse overheersing werd de bergachtige regio van het zuidwestelijke Balkanschiereiland Çamlık genoemd. Thans bevindt Çamëria zich aan weerszijden van de Grieks-Albanese grens. In Griekenland omvat het de departementen Thesprotia, Preveza en enkele plaatsen in het oostelijke departement Ioannina in de regio Epirus. In Albanië beslaat Çamëria de kustregio ten zuiden van Himarë tot aan de Griekse grens.
Afgezien van aardrijkskundig gebruik heeft de gebiedsbenaming in de huidige tijd in Albanië tevens irredentistische associaties aangenomen.

## Naamsherkomst
Çamëria, als substantivering van de Albanese inwonersnaam çam, stamt – via een uitgestorven lokale Slavische tussenvorm *čamŭ of *čama, op zijn beurt uit het oudere *tjama – van de Oudgriekse naam voor de rivier Thyamis (Tsiamis), thans ook Kalamas genoemd.
Na de inlijving van de regio bij Griekenland in 1913 duidde het begrip Tsamidis (Τσαμηδης) hoofdzakelijk op de Albaneessprekende moslims in het gebied.
Heden ten dage wordt het begrip Çamëria voornamelijk gebruikt door Albanezen in de kuststreek langs de Ionische Zee vanaf Konispol in het noorden tot het Acherondal in het Zuid-Albanese district Sarandë.

## Leiderschap
Festim Lato, de zelfbenoemde president van Çamëria, was omstreeks 2018 woonachtig in het Gelderse Afferden. Zijn woonboerderij aldaar werd gebruikt voor een militair georiënteerde bijeenkomst die geassocieerd wordt met de irredentistische beweging van Çamëria. Lato was tevens voorzitter van de Democratische Stichting Çameria. In juli 2019 werd in het Amsterdam-Rijnkanaal bij Nigtevecht het ontzielde lichaam aangetroffen van de destijds 43-jarige Lato.